# 下野正希
下野正希（しもの まさき、1953年 - ）は京都府生まれのバスプロ。滋賀県大津市在住。リブレバスクラブ、喫茶 joujouX経営。

## 来歴
- 1980年代、シマノのテスターとして、シマノコレクションモデルのエルムというルアーを手掛ける。その後、ダイワ精工の製品の開発にも関わるようになる。
- 1991年、勤めていた郵便局を辞めて、琵琶湖の畔にリブレ・バスクラブをオープンし、プロのバスフィッシング・ガイドで生計を立てていく。
- 1992年からはアメリカのトーナメントにも参加し、アメリカ最大のトーナメント団体であるB.A.S.S.のメガバックストーナメントで日本人初の入賞を果たす。また、ルアーメーカーのエバーグリーンインターナショナルとスポンサー契約を交わし、ルアーなどの開発に参加するようになる。
- 1993年、ルアーメーカーのラッキークラフトの設立に関わり、アドバイザーとして開発に参加。なおラッキークラフトの社屋はリブレ内に建てられた。
- 1995年、ダイワとのスポンサー契約終了に伴い、以前よりスポンサー契約をしていたエバーグリーンのロッドを使用するようになる。それと共に、ロッドの開発にも参加するようになる。
- 1998年、ジャッカルの設立に関わり、下野流ブランドのルアーなどを手掛ける。(ジャッカルは当初リブレ内の建物を使用していたが、2002年5月に移転。[1])
- 2002年、FLWツアー参戦のため再び渡米する。
- 2005年、アメリカでのトーナメント活動を終了し、帰国。
- 2010年、関西テレビ『よ〜いドン!』のコーナーで「隣の人間国宝」に認定される。

## 概要
日本のブラックバス釣りトーナメント創成期から活躍しており、いち早くアメリカの大会にも参戦しており、日本人では初めて、アメリカのB.A.S.S.のメガバックストーナメント入賞を果たした。
釣りは様々なジャンルに精通しており、子供の頃から様々な釣りを経験してきている。バス釣りに入れ込む前は雑誌に渓流釣りの記事を執筆したり鱒の管理池を経営したりしていた。
毎年様々な釣り方が考案されている中、バス釣りの基本は同じだから毎年同じ季節に同じ事をするというのがモットーであり、釣りを始めたばかりの人が基本をわかるように、また、数年後も同じように釣れている所を見せることによって釣りの肝を伝えている。
「フィッシングショーに来る暇があるなら釣りに行け」等、実際に釣り場に出て釣りをする大切さを度々口にしている。また、高価な釣り具はプロのようなシビアな釣りには必要だが普通に釣りをする分には必要がない等、初心者に対してとにかく釣りをするよう伝えている。
スーパーファミコンソフト「下野正希のFishing To Bassing」「大物ブラックバスフィッシング人造湖編」に登場している。ゲーム内容は滋賀県の琵琶湖で年間5回開催されるトーナメントに参加する。天候、気温、風向きなど実際に起こり得る気象状況の中で競技を行い総合チャンピオンを目指す。

## スポンサー
- ポパイ
- レンジャーボート
- サンライン
- ジャッカル
- エバーグリーンインターナショナル
- カツイチ
- ピュアフィッシング
- ゲーリーヤマモトカスタムベイツ
- レイン
- フジヤマ
- 買取一番

## 出演作品

### VHS
- PRO'S TACTICS 1 (NBC)
- Fishing to Bassingシリーズ (K-GOODプランニング)
- Exciting bass fishing 1 下野正希が攻めるシャローウォーターバッシング (1990年1月、つり人社) ISBN 978-4885367021
- 下野正希のレッツバッシング 1(ローボート編) (1990年7月、週刊釣りサンデー) ISBN 978-4879582003
- 下野正希のレッツバッシング 2(岸釣り編) (1990年12月、週刊釣りサンデー) ISBN 978-4879582027
- 下野正希のレッツバッシング 3 トーナメント編 (1991年12月、週刊釣りサンデー) ISBN 978-4879582058
- LUCKY CRAFT LURES 1998 PERFORMANCE CATALOGUE (1998年、ラッキークラフト)
- LUCKY CRAFT LURES PERFORMANCE CATALOGUE II 1999 Version (1999年、ラッキークラフト)
- TWIN DREAM (2001年、ラッキークラフト)
- LUCKY CRAFT LURES PERFORMANCE CATALOGUE III (2002年、ラッキークラフト)
- 下野塾!王道シーズルパターン  (2003年6月25日、地球丸)
- 下野塾!2王道シーズルパターン  (2004年7月23日、地球丸)

### DVD
- 下野正希の非動力講座　手こぎでノンビリせやけどキッチリTHE MOVIE (2006年6月、内外出版社) ISBN 978-4930678966

### 書籍
- 下野正希琵琶湖バスフィッシングガイド part 1 南エリア編 (1997年7月、エイ出版社) ISBN 978-4870991071
- 下野正希琵琶湖バスフィッシングガイド (Part.2) (1997年11月、エイ出版社) ISBN 978-4870991316
- ラッキークラフトルアー完全マニュアル  (1998年8月、エイ出版社) ISBN 978-4870992535
- こだわりのバスフィッシング (1998年11月、エイ出版社) ISBN 978-4870991965

### ゲーム
- 下野正希のFishing To Bassing (1994年10月16日、ナツメ)
- 大物ブラックバスフィッシング人造湖編(1995年6月30日、アクレイムジャパン)

## 著書
- 下野正希バスフィッシング教書―本当のバスフィッシングを学びたいアングラーのための73の教程(1996年4月、山海堂) ISBN 978-4381102362
- バス釣りでメシを喰う方法 (1999年3月1日、地球丸) ISBN 978-4-925020-39-8
- BASSのことなら下野に訊け!! (1999年4月、フィッシュマン) ISBN 978-4938964368
- 釣りがしたくなる本(2007年6月25日、えい出版社)  ISBN 978-4777907922

## 出演

### テレビ番組
- THE フィッシング(テレビ大阪)
- The Hit(サンテレビ)
- 下野流(釣りビジョン)

### CM
- エバーグリーンCM
- ラッキークラフトCM

## 連載
- MASAKI'S TALK (Basser、つり人社)
- 下野正希の琵琶湖日記 (Basser、つり人社)